# Jakobsweg Isar–Loisach–Leutascher Ache–Inn
Der Jakobsweg Isar–Loisach–Leutascher Ache–Inn ist ein beschilderter, grenzübergreifender Pilger- und Fernwanderweg im deutschen und österreichischen Jakobswegenetz.
Der Pilgerweg bildet die Verbindung zwischen dem Südostbayerischen und dem Tiroler Jakobsweg bzw. Jakobsweg Österreich.
Er setzt den von München bis zum Kloster Schäftlarn führenden Münchner Jakobsweg Richtung Süden fort, trifft bei Kloster Beuerberg auf den Südostbayerischen Jakobsweg und mündet bei Mötz im Inntal in den Tiroler Jakobsweg. Der Weg von Kloster Schäftlarn bis Mötz ist 130 Kilometer lang.
Der Fernwanderweg führt von etwa 600 bis 700 Meter ü. A. über den Kesselberg mit etwa 800 Meter ü. A. ins Hochtal bei Leutasch auf ungefähr 1100 Meter ü. A. und gelangt dann hinunter in das Inntal auf etwa 600 Meter ü. A.

## Projekt
Der Jakobsweg ist ein Projekt des 2009 gegründeten Vereins zur Förderung des Jakobswegs Isar-Loisach-Leutascher Ache-Inn e.V. mit Sitz in Kochel am See. Das Projekt wurde mit der Eröffnung am 12. Juni 2010 weitgehend abgeschlossen.
Dem Verein gehören die bayerischen Städte Geretsried und Penzberg, die bayerischen Gemeinden Eurasburg/Beuerberg, Bichl, Benediktbeuern, Kochel am See, Walchensee, Wallgau, Krün und Mittenwald, die Tiroler Gemeinde Leutasch, die Olympiaregion Seefeld-Leutasch und der Tourismusverband tirolmitte Telfs/Mötz an.
Es wurden Fördermittel der Europäischen Union und aus dem Europäischen Fonds für regionale Entwicklung (INTERREG Bayern – Österreich 2007–2013) in Anspruch genommen.